# Postumia
Postumia (in sloveno Postojna; in tedesco Adelsberg) è una città di 9 605 abitanti nella regione statistica della Carniola Interna-Carso, a 35 km da Trieste e a 50 da Lubiana, nella Slovenia sudoccidentale. È la sede amministrativa del comune di Postumia.

## Geografia fisica
La città è situata a metà strada circa tra Lubiana e Trieste, lungo l'autostrada A1 e al centro della regione storica della Carniola interna, di cui costituisce il maggiore centro abitato. Postumia è allo stesso tempo situata ai limiti orientali del Carso, in prossimità delle omonime grotte e del Castel Lueghi (o di Predjama) che costituiscono due delle maggiori attrazioni turistiche della Slovenia.
Postumia è ubicata in una conca dall'altitudine di circa 500 metri s.l.m. ed è circondata da una corona di montagne: il Pomario (Veliki Javornik), 1268 m, che la separa a est dal lago di Circonio; il Petričev hrib, 928 m, lo Sveti Lovrenc, 1019 m e la Selva di Piro (Hruščica), che delimitano la conca a nord; l'imponente Nanos o Monte Re (Pleša), 1262 m, che incombe a ovest presso il valico di Prevallo (Razdrto). Dal punto di vista idrografico la conca di Postumia appartiene al bacino imbrifero del Mar Nero in quanto le acque del fiume Piuca (Pivka), dopo essersi inabissate più volte, emergono a formare il fiume Ljubljanica, che è tributario della Sava. Secondo l'interpretazione classica della scuola geografica italiana, la conca di Postumia si collocherebbe all'interno della regione fisica italiana, all'estremità orientale della Venezia Giulia, essendo ritenuta ad occidente della principale linea spartiacque delle Alpi Giulie.

### Le grotte
Il sistema delle grotte di Postumia (Postojnska jama in sloveno), lungo 20 km, è noto fin dall'antichità ma fu descritto per la prima volta nel XVII secolo da Johann Weichart Valvasor. Una serie di esplorazioni (Luka Čeč, nel 1818) e innovazioni tecnologiche (illuminazione elettrica, nel 1872) hanno contribuito alla popolarità della stessa assieme alle specie uniche che l'abitano: il Proteus anguinus, un anfibio urodelo dalla pelle rosata e dal corpo anguilliforme, e il coleottero Leptodirus hochenwartii.

## Origini del nome
Prima dell'annessione all'Italia, la città era nota nella letteratura italiana con l'esonimo tedesco Adelsberg oppure con l'endonimo sloveno o la sua italianizzazione Postoina, tutti di origine medioevale. Nell'immediato primo dopoguerra iniziò a prevalere la versione italiana, finché per effetto del R. D. 29 marzo 1923, n. 800 sulla riorganizzazione della toponomastica alloglotta il toponimo ufficiale fu cambiato in Postumia. Nel 1935 fu infine introdotta la versione Postumia Grotte, che rimase in vigore per il resto del periodo di sovranità italiana.

## Storia
Per lunghi secoli appartenuta al ducato austriaco della Carniola, Postumia fino ad allora modesto villaggio, iniziò a prosperare nel XIX secolo con l'avvento della ferrovia Vienna-Lubiana-Trieste che permise un maggiore sfruttamento delle risorse turistiche del circondario. In seguito alla prima guerra mondiale e alla dissoluzione dell'Impero austro-ungarico la città fu occupata nel novembre 1918 dall'esercito italiano in forza degli accordi dell'armistizio, e nel 1920 fu riconosciuta al Regno d'Italia assieme al resto della Venezia Giulia.
Durante il periodo di appartenenza all'Italia fece parte della provincia di Trieste e si trovò nei pressi del confine con il Regno dei Serbi, Croati e Sloveni (poi divenuto Jugoslavia), che era posto pochi chilometri più ad est, nella località di Caccia (Kačja Vas) presso Planina. Risale a quel periodo la fondazione del primo allevamento di cane da pastore tedesco della Polizia Cinofila italiana. Dal 1923 fino al 1927 Postumia fu sede dell'omonimo circondario.
Negli anni della sovranità italiana sin dall'immediato dopoguerra, il comune di Postumia, grazie alla sua posizione strategica a ridosso di uno dei maggiori valichi di confine tra Italia e Jugoslavia ed alla sua vocazione turistica, ebbe un notevole sviluppo e fu meta di una massiccia immigrazione di nuovi residenti italiani che ne mutarono in pochi anni la tradizionale composizione etnolinguistica. Con il termine della seconda guerra mondiale la quasi totalità degli abitanti italiani, molte famiglie miste ed alcuni sloveni abbandonarono il territorio, unendosi agli esuli dal resto della regione giuliana che passava alla sovranità jugoslava.
Nel 1947 Postumia fu ceduta alla Jugoslavia, poi Slovenia.

## Edifici di culto d'interesse
La chiesa parrocchiale di Santo Stefano, nel centro storico, appartiene alla Diocesi di Capodistria. Sempre all'interno dell'area urbana di Postumia, sono da segnalare la chiesa dedicata al profeta Daniele, nella frazione di Zalog, e la cappella dedicata a San Lazzaro presso il cimitero cittadino.

## Società
Secondo il censimento del 1921, a Postumia (escluse le frazioni) il 17,10% della popolazione era italiana.